# И-6
И-6 «истребитель шестой» — советский опытный «лёгкий одноместный» истребитель-биплан «манёвренной» конструкции русского и советского авиаконструктора Николая Поликарпова. Самолёт являлся дальнейшим развитием самолётов Поликарпова «двухместного истребителя первого» ДИ-1 и «одноместного истребителя третьего» И-3. Разработка истребителя И-6 затянулась на длительный срок. К моменту первого вылета самолета Н.Н. Поликарпов, арестованный  24 октября 1929 года органами ОГПУ, находился в заключении и работал в ЦКБ-39 ОГПУ.

## Разработка
Планер представлял собой биплан, почти полутороплан, с двигателем «Гном-Рон-Юпитер» мощностью 450 л. с. с двухлопастным деревянным винтом неизменяемого шага.
Фюзеляж представлял собой монокок двоякой кривизны, выклеенный из шпона. Крылья были идентичны крыльям самолёта И-3 — двулонжеронные обычной конструкции. Оперение и элероны были изготовлены из дюралюминия и обтянуты полотном. Из дюралюминия были также выполнены крыльевые подкосы N-образной формы.
Разработка самолёта началась в сентябре 1928 года, а к 1 августа 1929 года опытный образец был готов. Вторая машина была готова в марте 1930 года. Оба экземпляра должны были участвовать в майском параде. По своим лётным характеристикам самолёт был одним из лучших для своего времени.
15 июня 1930 года во время лётных испытаний прототипа И-6  лётчик-испытатель Ширинкин покинул машину с парашютом без видимых на то причин. Самолёт пролетел ещё некоторое расстояние и упал на землю.
После сравнения двух моделей И-5 и И-6 предпочтение было отдано самолёту И-5, так как у последнего была лучше скороподъёмность и время виража на 1 с меньше, хотя истребитель И-6 и обладал несколько большей скоростью.

## Тактико-технические характеристики
Источник данных: Шавров, 1985 г.

Технические характеристики
- Экипаж: 1
- Длина: 6,8 м
- Размах крыла: 10 м
- Высота:
- Площадь крыла: 20,50 м²
- Масса пустого: 868кг
- Нормальная взлётная масса: 1280 кг
- Масса топлива во внутренних баках: 547 кг
- Силовая установка: 1 × радиальный двигатель М-22 Швецова
- Мощность двигателей: 1 × 420 л. с. (1 × 313 кВт)

Лётные характеристики
- Максимальная скорость: 280 км/ч (у земли)
- Посадочная скорость:
- Практическая дальность: 700 км
- Практический потолок: 7500 м
- Время набора высоты: 5000 м за 10 мин
- Продолжительность полёта:
- Нагрузка на крыло: 62 кг/м²
- Тяговооружённость: 245 Вт/кг

Вооружение
- Стрелково-пушечное: 2 × 7,62 мм пулемёта ПВ-1